# Rainer Oßwald
Rainer Oßwald (* 31. August 1952 in Stuttgart) ist ein deutscher Islamwissenschaftler.

## Leben
Er studierte Islamwissenschaft in Tübingen und an der School of Oriental and African Studies. Nach der Promotion an der Universität Tübingen 1983 und der Habilitation 1989 an der Universität Kiel übernahm er 1997 den Lehrstuhl für Islamwissenschaft unter besonderer Berücksichtigung Afrikas an der Universität Bayreuth.
Seine Forschungsschwerpunkte sind islamisches Recht (Fiqh), Sklaverei und Geschichte des Islams in Westafrika.

## Schriften (Auswahl)
- Die Handelsstädte der West-Sahara. Die Entwicklung der arabisch-maurischen Kultur von Šinqīt, Wādān, Tīšīt und Walāta. (= Marburger Studien zur Afrika- und Asienkunde, Band 39). Dietrich Reimer, Berlin 1986, ISBN 3-496-00853-9.
- Das Sokoto-Kalifat und seine ethnischen Grundlagen. Eine Untersuchung zum Aufstand des Abd as-Salām. (= Beiruter Texte und Studien, Band 30) Steiner, Wiesbaden 1986
- mit Ulrich Rebstock und A. Wuld ‘Abdalqādir: Katalog der arabischen Handschriften in Mauretanien. (= Beiruter Texte und Studien, Band 30). Steiner, Wiesbaden 1988, ISBN 3-515-03639-3.
- Schichtengesellschaft und islamisches Recht. Die Zawāyā und Krieger der Westsahara im Spiegel von Rechtsgutachten des 16. – 19. Jahrhunderts. Harrassowitz, Wiesbaden 1993, ISBN 3-447-03285-5.
- Pactane sunt servanda? Freiwilligkeit, Zwang und Unverbindlichkeitserklärungen im islamischen Vertragsrecht malikitischer Schule. Frankfurt am Main 1998, ISBN 3-631-32043-4.
- Sklavenhandel und Sklavenleben zwischen Senegal und Atlas. Würzburg 2016, ISBN 3-95650-160-8.
- Das islamische Sklavenrecht. (= Mitteilungen zur Sozial- und Kulturgeschichte der islamischen Welt, Band 40) Ergon, Würzburg 2017, ISBN 3-95650-238-8.